# Curt Backeberg
Curt Backeberg (Lüneburg, 2 d'agost de 1894 - † 14 de gener de 1966) va ser un horticultor i cactòleg aficionat alemany, especialment conegut per la seva col·lecció i classificació de cactus; qui va ser honoríficament invocat com destacat botànic, posseint més de 5.000 noves descripcions d'espècies i varietats de cactus.

## Biografia
Curt Backeberg va viatjar uns 80.000 km al llarg de l'Amèrica Central i Sud-amèrica, i va publicar una sèrie de llibres sobre la família Cactaceae. Entre ells es troba Die Cactaceae, 1958-1962, que té sis volums i 4.000 pàgines i el Kakteenlexikon que es va editar per primera vegada l'any 1966 i ha estat reeditat després de la seva mort.
Si bé va recol·lectar i va descriure moltes espècies noves i va definir un gran nombre de gèneres nous, gran part del seu treball estava basat en llacunes sobre l'evolució dels cactus, i massa enfocat en la distribució geogràfica; molts dels seus gèneres han estat reorganitzats o abandonats des de llavors.
Va ser curador de l'antic Jardí del rei Leopold II de Bèlgica (1835-1915) a Saint-Jean-Cap-Ferrat.
El 1962 va dedicar la Opuntia panellana al botànic català Joan Pañella i Bonastre, en reconeixement de les seves contribucions al coneixement dels cactus de jardineria.

## Gèneres
- Armatocereus Backeb.
- Austrocylindropuntia Backeb.
- Coleocephalocereus Backeb.
- Isolatocereus Backeb.
- Neobuxbaumia Backeb.
- Polaskia Backeb.
- Rauhocereus Backeb.
- Turbinicarpus Buxb. & Backeb.
- Weberbauerocereus Backeb.

## Honors

### Epónims
En el seu honor la doctora Helia Bravo Hollis va nomenar al gènere Backebergia.
Espècies
- (Cactaceae) Cephalocereus backebergii (Weing.) Borg[1]

- (Cactaceae) Lobivia backebergiana I.Itô[2]

- (Crassulaceae) Echeveria backebergii Poelln.[3]

## Obres
- Kakteenjagd zwischen Texas und Patagonien, 1929
- Neue Kakteen: Jagden, Arten, Kultur Backeberg, Curt. Trowitzsch & Sohn.Frankfurt; Berlin. 1931
- Die Cactaceae: Handbuch der Kakteenkunde Backeberg, Curt. Gustav Fischer. Jena. 1958
- Das Kakteelexikon Backeberg, Curt. Gustav Fischer. Stuttgart. 1966